# (400250) 2007 PY36
(400250) 2007 PY36 es un asteroide perteneciente al cinturón de asteroides, descubierto el 13 de agosto de 2007 por el equipo del Lincoln Near-Earth Asteroid Research desde el Laboratorio Lincoln, Socorro, Nuevo México.

## Designación y nombre
Designado provisionalmente como 2007 PY36.

## Características orbitales
2007 PY36 está situado a una distancia media del Sol de 2,322 ua, pudiendo alejarse hasta 2,882 ua y acercarse hasta 1,761 ua. Su excentricidad es 0,241 y la inclinación orbital 4,585 grados. Emplea 1292,49 días en completar una órbita alrededor del Sol.

## Características físicas
La magnitud absoluta de 2007 PY36 es 17,9. Tiene 1 km de diámetro y su albedo se estima en 0,093.